# 8858 Cornus
8858 Cornus este un asteroid din centura principală de asteroizi.

## Descriere
8858 Cornus este un asteroid din centura principală de asteroizi. A fost descoperit pe 6 august 1991 la Observatorul La Silla de Eric Walter Elst. El prezintă o orbită caracterizată de o semiaxă mare de 2,39 ua, o excentricitate de 0,19 și o înclinație de 2,2° în raport cu ecliptica.